# Mariela Castro

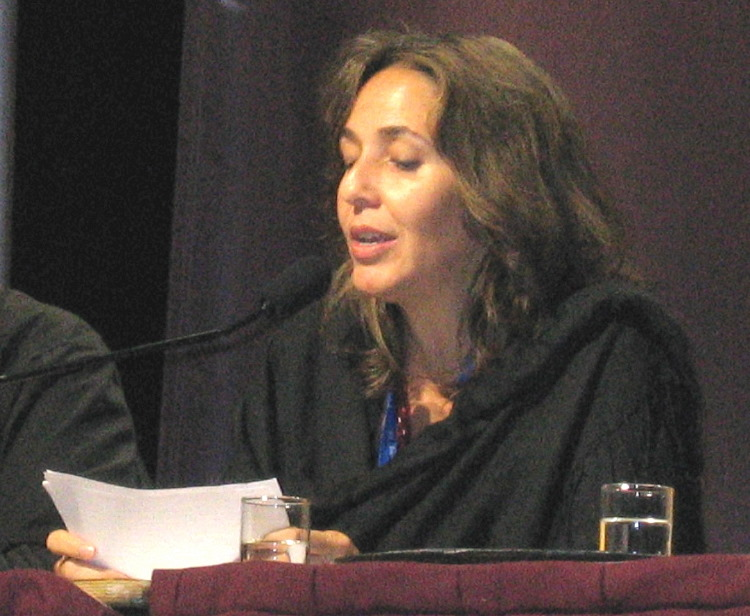
Mariela Castro no plenário latino-americano da Conferência Internacional dos Direitos Humanos LGBT em Montreal, no Canadá.

Mariela Castro Espín (Havana, 27 de julho de 1962) é a diretora do Centro Nacional de Educação Sexual e uma ativista pelos direitos da comunidade LGBT em Cuba. É autora de nove livros.
Mariela é filha do ex-presidente cubano Raúl Castro e de Vilma Espín, uma feminista de reconhecimento internacional. É sobrinha de Fidel Castro, um dos líderes da revolução de 1959 que depôs Fulgencio Batista.
O grupo que lidera faz campanhas pela prevenção contra a AIDS, assim como pelo acesso a direitos relacionados à homossexualidade, bissexualidade, travestilidade e transexualidade. Em 2005, ela fez um projeto que permitia que pessoas trans obtivessem de graça a cirurgia de redesignação sexual (conhecida como "mudança de sexo"). A medida virou lei em junho de 2008.
De acordo com Norberto Fuentes, ex-confidente dos Castros, Mariela é considerada a rebelde da família Castro: "um espírito livre que fez topless num filme do final da década de 1980". Ela também apoiou a perestroika na União Soviética. Mariela já foi casada com Juan "El Chele" Gutiérrez Fischmann, um dos fundadores da Frente Patriótica Manuel Rodríguez, organização armada chilena. Atualmente é casada com o fotojornalista italiano Paolo Titolo e tem dois filhos. Também tem uma filha com "El Chele".

## Desaparecimento desmentido
Em 24 de julho de 2014 a imprensa internacional divulgou que ela estaria entre os 110 passageiros a bordo do voo AH5017, da Air Algerie, desaparecido enquanto cruzava o espaço aéreo do Mali. No entanto, essa informação foi negada pelo Centro Nacional para Educação Sexual (CENESEX), dirigido por ela. A instituição informou que Mariela Castro estava participando de um evento em Havana.